# Gonodontis stramenticea
Gonodontis stramenticea är en fjärilsart som beskrevs av Turner 1947. Gonodontis stramenticea ingår i släktet Gonodontis och familjen mätare. Inga underarter finns listade i Catalogue of Life.

## Bildgalleri

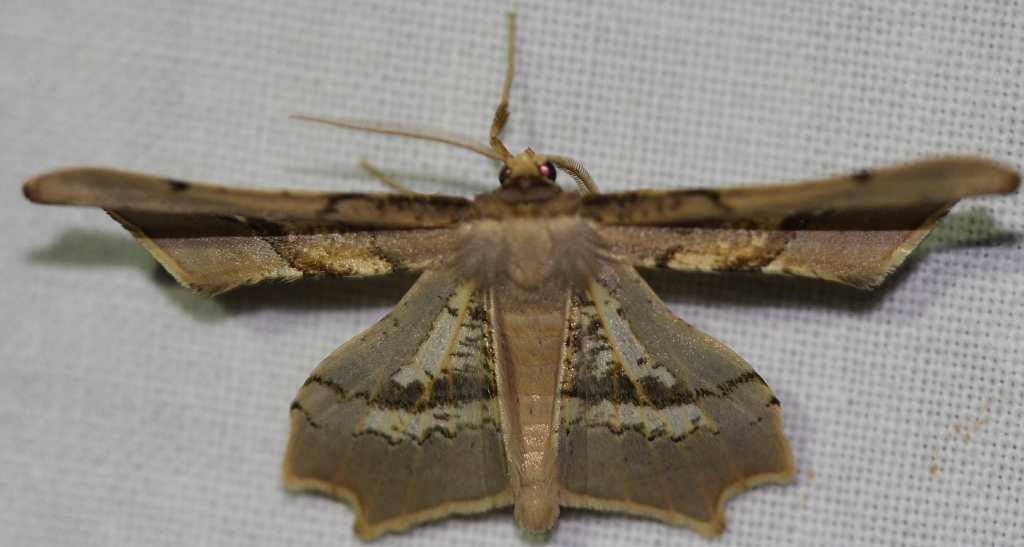